# Brassavola

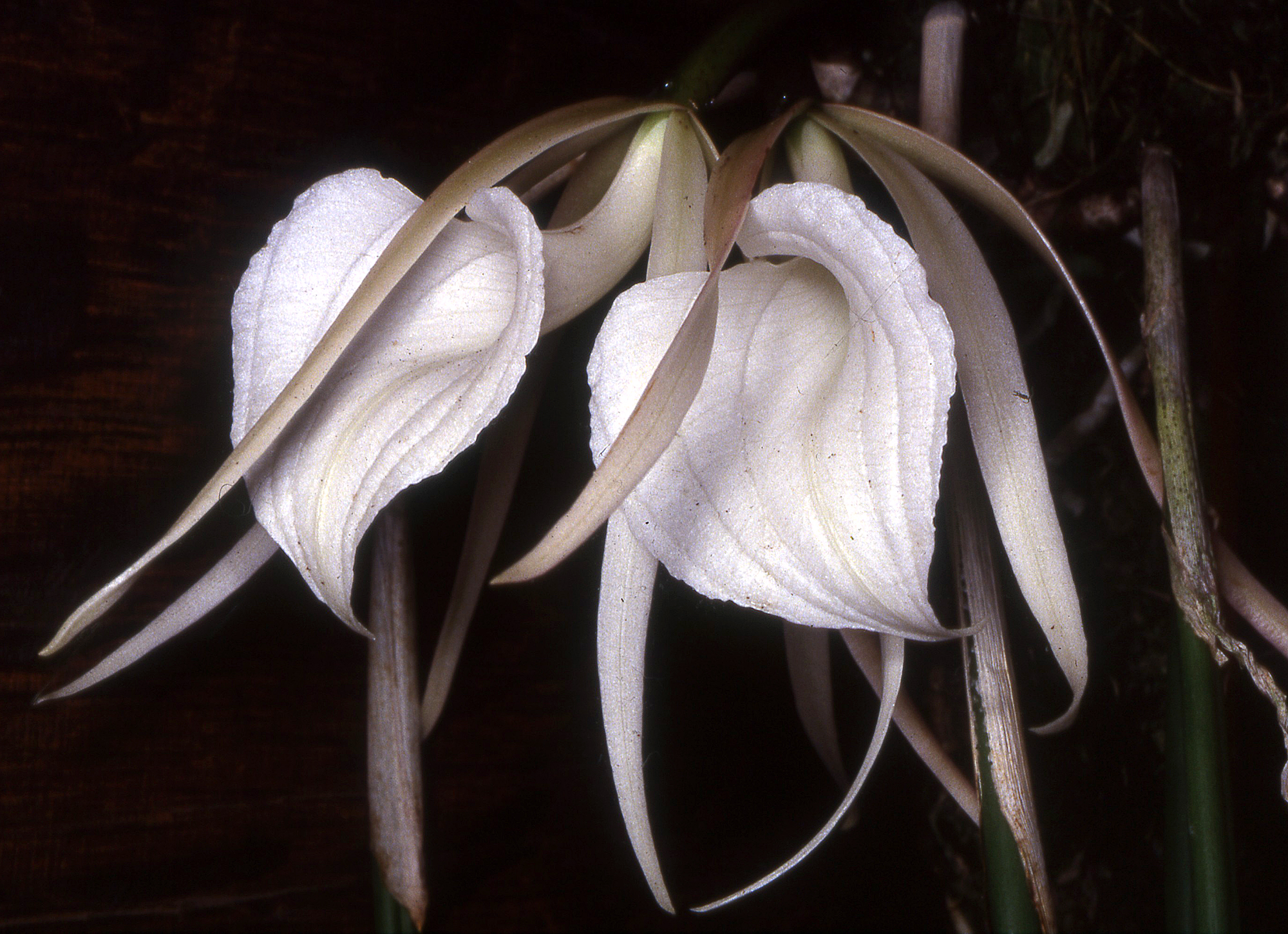
Brassavola acaulis

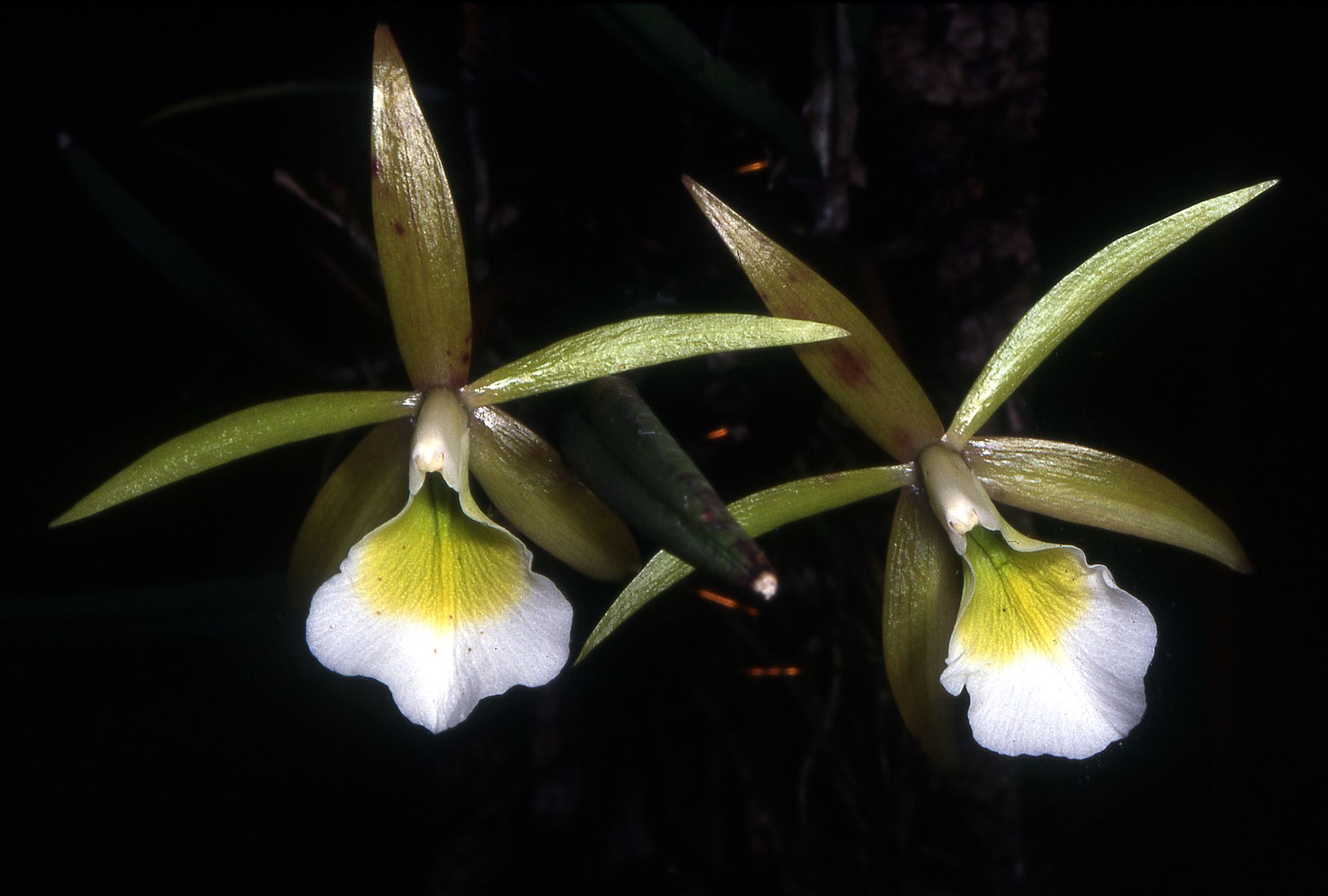
Brassavola cebolletta

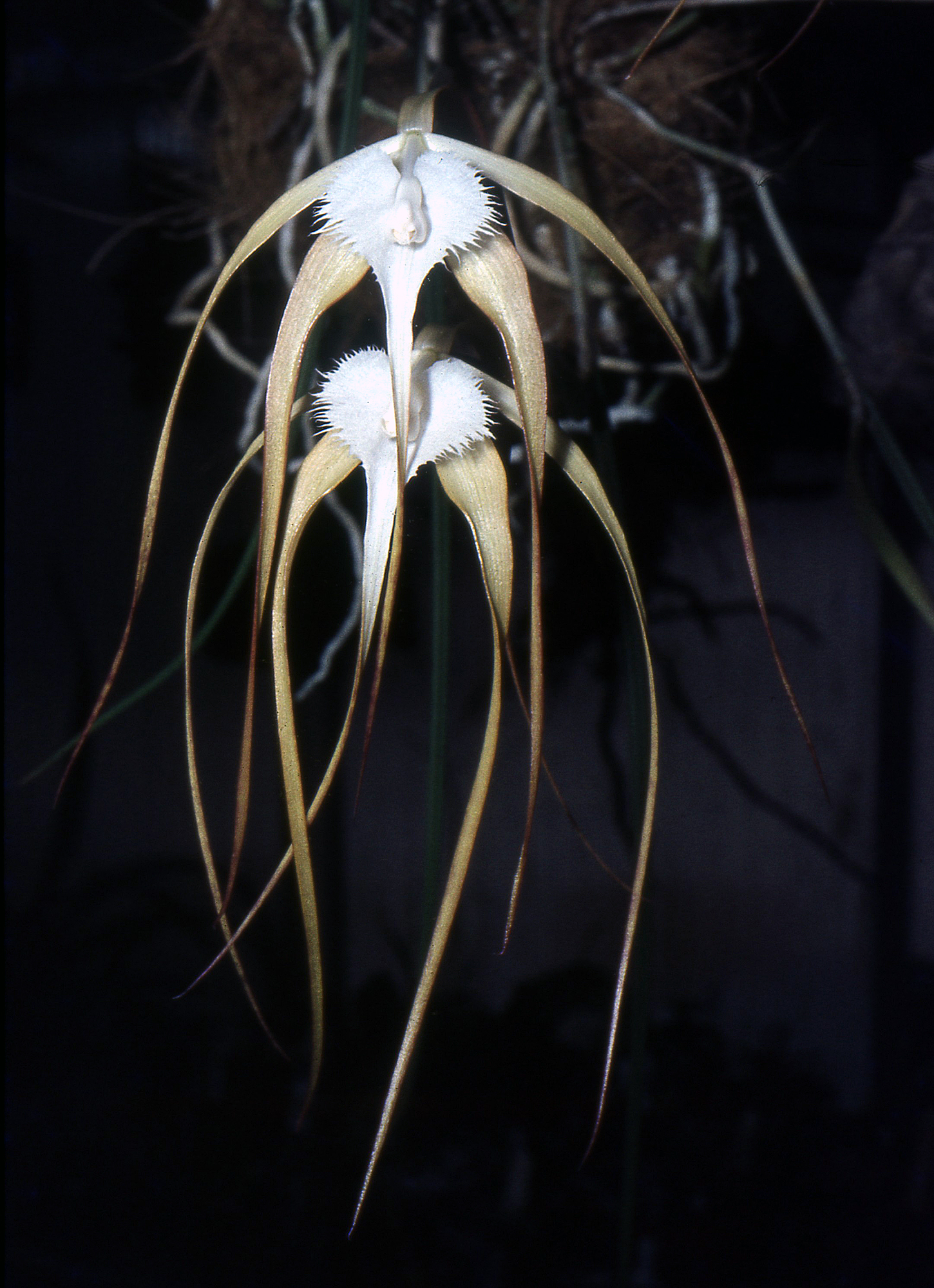
Brassavola cucullata

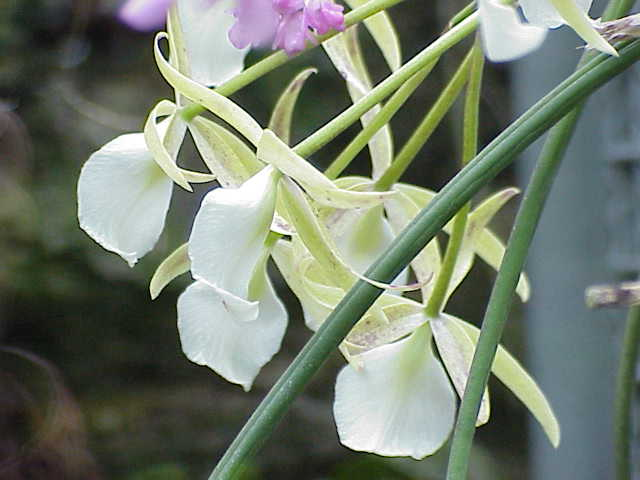
Brassavola nodosa

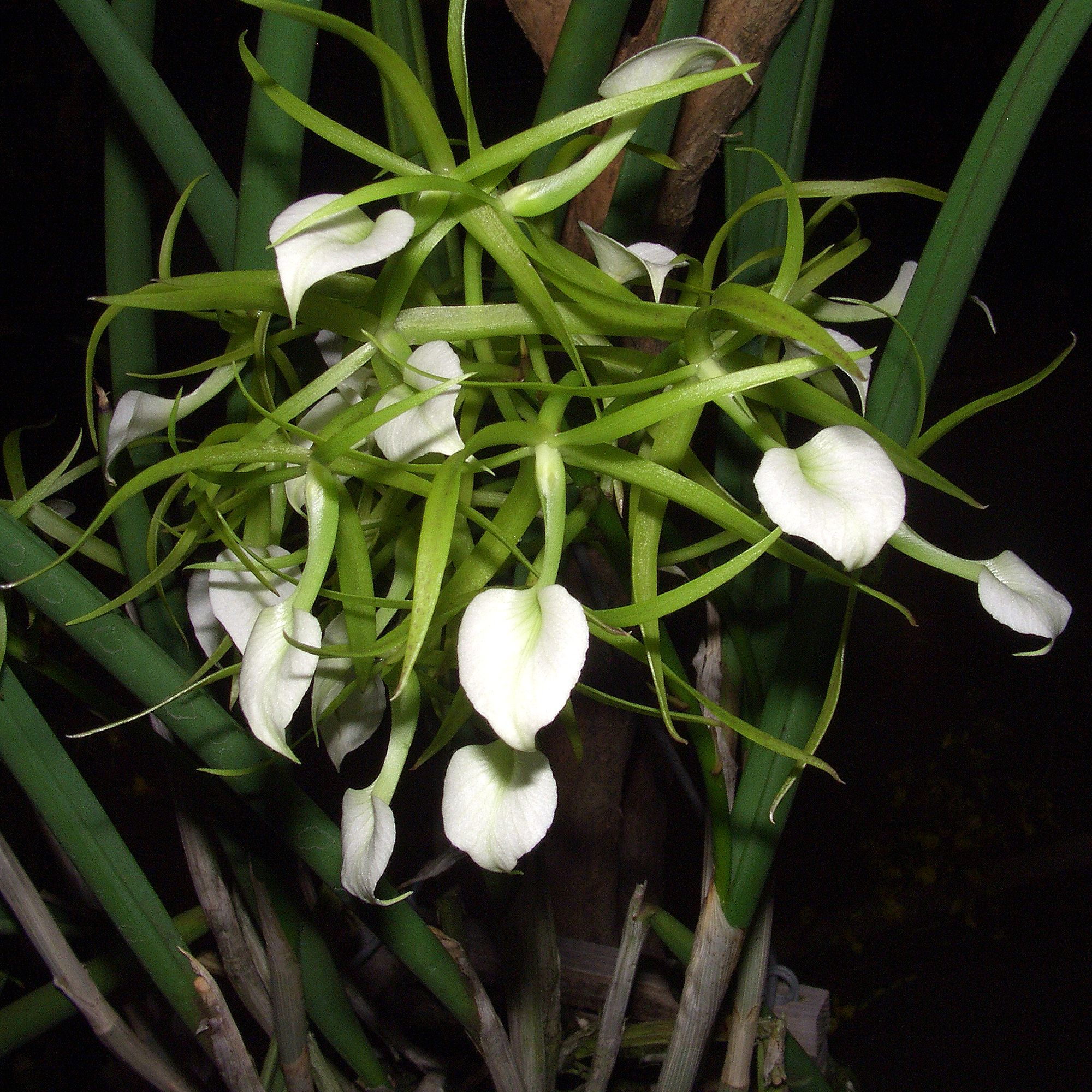
Brassavola subulifolia

Die Gattung Brassavola aus der Familie der Orchideen (Orchidaceae) umfasst 24 Pflanzenarten, die alle in Mittel- und Südamerika vorkommen. Die Pflanzen wachsen meist epiphytisch oder an Felsen. Aufgrund ihrer schönen Blüten werden sie gelegentlich kultiviert.

## Beschreibung
Alle Arten dieser Gattung bilden an einem kriechenden Rhizom in kurzem Abstand Sprossen. Diese sind kurz und unverdickt, sie bestehen aus mehreren Internodien. Rhizom und Spross sind von häutigen, trockenen Niederblättern umgeben. An der Spitze der Pseudobulben sitzt je ein, selten zwei Laubblätter. Die Blätter sind lang, fleischig und im Querschnitt rund mit einer Rinne auf der Oberseite. Spross und Blätter wachsen straff aufrecht oder hängen über.
Der Blütenstand erscheint aus einem kleinen scheidigen Blatt an der Spitze der Sprosse. Er trägt je nach Art nur eine oder mehrere Blüten. Die resupinierten Blüten sind immer weißlich gefärbt. Die Sepalen und Petalen sind annähernd gleich geformt: schmal und am Ende zugespitzt, hellgrün oder hellgelb gefärbt, die drei äußeren Blütenblätter sind auf der Außenseite manchmal violett überlaufen oder gefleckt. Die weiße Lippe ist ungelappt, an der Basis sind die Seiten eng nach oben um die Säule gerollt. Am Grund ist die Lippe manchmal purpurn gesprenkelt, auf der Mitte mit einem gelben oder grünen Fleck, vorne endet sie in einer Spitze (lang fadenförmig ausgezogen bei Brassavola cucullata). Der Rand der Lippe kann glatt, gewellt, rau oder auffällig gefranst sein. Die Säule ist kurz und gerade, meist geflügelt. Das Staubblatt sitzt am Ende der Säule und ist von einer dreilappigen Kappe umgeben (Klinandrium), es enthält acht Pollinien.
Zwischen dem Fruchtknoten und der Ansatzstelle der Blütenblätter befindet sich ein verlängerter „Hals“ (Cuniculus). Hier formt die Blüte ein tiefes, schmales Nektarium. Dieser Teil der Blüte bleibt auch an der Frucht bis zur Reife haften. Die Arten duften nachts und ziehen damit und mit dem angebotenen Nektar nachtaktive Schwärmer (Sphingidae) an. Die Pollinien werden am Rüssel angeklebt, während das Insekt versucht, den Nektar zu erreichen.

## Verbreitung
Die Arten der Gattung Brassavola kommen von Mexiko über Mittelamerika und die Karibik bis nach Südamerika vor. Die südlichsten Vorkommen finden sich noch in Argentinien und Paraguay. Sie wachsen dort als Epiphyten in niedrigen Höhenlagen.

## Taxonomie und Systematik
Dia Gattung Brassavola wurde 1813 von Robert Brown in Hortus Kewensis; or, a Catalogue of the Plants Cultivated in the Royal Botanic Garden at Kew Teil 5, Seite 216 erstveröffentlicht. Er benannte die Gattung wohl nach dem Botaniker Antonio Musa Brassavola (1500–1554) aus Ferrara. Diese Annahme ist wahrscheinlich, ist aber nicht ganz gesichert.
Innerhalb der Unterfamilie Epidendroideae wird die Gattung Brassavola in die Tribus Epidendreae und dort in die Subtribus Laeliinae eingeordnet. Brassavola ist nah verwandt mit Cattleya, Cattleyella, Guarianthe und Rhyncholaelia.
Es wurden folgende 19 Arten in dieser Gattung beschrieben:
- Brassavola acaulis Lindl. & Paxton, Mittelamerika.[3]
- Brassavola amazonica Poepp. & Endl.: Sie kommt in Bolivien und im nördlichen Brasilien vor.[4]
- Brassavola angustata Lindl., Trinidad-Tobago, nördliches Südamerika bis Brasilien.[3]
- Brassavola appendiculata A.Rich. & Galeotti, südliches Mexiko bis Nicaragua.[3]
- Brassavola caraiensis Campacci & Rosim: Die 2020 erstbeschrieben Art kommt im südöstlichen Brasilien vor.[4]
- Brassavola ceboletta Rchb.f. (Syn.: Brassavola reginae Lindl.), Peru bis Brasilien und nordöstliches Argentinien.[4]
- Brassavola cucullata (L.) R.Br. in W.T.Aiton, von Mexiko südwärts durch Mittelamerika bis ins nördliche Südamerika sowie auf einigen Karibik-Inseln.[3]
- Brassavola fasciculata Pabst, Brasilien.[3]
- Brassavola filifolia Linden, Kolumbien.[3]
- Brassavola flagellaris Barb.Rodr., Brasilien.[3]
- Brassavola harrisii H.G.Jones, Jamaika.[3]
- Brassavola martiana Lindl. (Syn.: Brassavola duckeana Horta, Brassavola gardneri Cogn.), nördliches Südamerika.[4]
- Brassavola nodosa (L.) Lindl. (Syn.: Brassavola gillettei H.G.Jones, Brassavola grandiflora Lindl.), von Mexiko südwärts durch Mittelamerika bis ins nördliche Südamerika sowie auf einigen Karibik-Inseln.[4]
- Brassavola ovaliformis C.Schweinf.: Sie kommt in Peru vor.[4]
- Brassavola pitengoensis Campacci, Minas Gerais.[3]
- Brassavola subulifolia Lindl., Jamaika.[3]
- Brassavola tuberculata Hook. (Syn.: Brassavola fragans Barb.Rodr., Brassavola perrinii Lindl., Brassavola revoluta Barb.Rodr., Brassavola rhomboglossa Pabst), Brasilien, Peru, Bolivien, nördliches Argentinien und Paraguay.[3]
- Brassavola venosa Lindl., südliches Mexiko bis Nicaragua.[3]
- Brassavola xerophylla Archila, Guatemala.[3]

## Kultur
Aufgrund der großen, duftenden Blüten sind die Pflanzen in Kultur zu finden. Sie stellen im Vergleich zu anderen Orchideen geringere Ansprüche an die Kulturbedingungen. Sie wurden häufig als Kreuzungspartner verwendet.